# Luciano Tajoli
Luciano Tajoli (* 17. April 1920 in Mailand; † 3. August 1996 in Merate, Provinz Lecco), auch Luciano Taioli, war ein italienischer Sänger und Schauspieler.

## Leben und Karriere
Tajoli wuchs in ärmlichen Verhältnissen auf und erkrankte als Einjähriger an Poliomyelitis, weshalb ihm später längeres Stehen schwerfiel. Schon als Kind liebte er es, zu singen. Nach der Pflichtschule arbeitete er zunächst in einer Schneiderei, dann in einem Friseursalon und schließlich als Schuster. Regelmäßig suchte er daneben die musikalischen Veranstaltungsorte Mailands auf, um seinen Gesang zu verbessern. Hauptsächlich autodidaktisch, aber auch mit der Hilfe von bekannten Musikern wie Giovanni D’Anzi, Cesare Andrea Bixio, Vittorio Mascheroni oder Mario Schisa bildete er sich zum Sänger heran. Großes Vorbild war ihm dabei der Tenor Beniamino Gigli. Unter der Woche nach Feierabend gab Tajoli seine ersten Gesangsdarbietungen.
Öffentliche Aufmerksamkeit erregte der junge Sänger erstmals 1939, als er an einem Gesangswettbewerb teilnahm und diesen mit dem Lied Raggio di sole des Komponisten Alexandre Derevitsky gewann. Ein erster kommerzieller Erfolg gelang ihm in der Folge 1941 mit der Aufnahme des Liedes Villatriste von Mario Ruccione. Ungeachtet des Zweiten Weltkriegs konnte Tajoli seine Karriere in den folgenden Jahren weiterverfolgen, mit diversen Auftritten in Lokalen und Plattenaufnahmen für das Label Odeon. Zu seinen Erfolgen aus jener Zeit zählen E zitto amore, Credimi, Casetta tra gli abeti, Lontananza, Son geloso di te oder Serenata sincera. 1942 spielte er erstmals eine Nebenrolle in einem Film, 1943 heiratete er.
Nach Kriegsende erhielt Tajoli 1950 seine erste Hauptrolle in einem Musikfilm (Canzoni per le strade von Mario Landi). Diesem folgte eine ganze Reihe von Filmen, in denen der Sänger zusammen mit bekannten Schauspielern wie Ernesto Calindri, Giulietta Masina, Milly Vitale, Dante Maggio, Antonella Lualdi oder Franco Interlenghi zu sehen war. Für die Soundtracks der Filme nahm er oft Klassiker auf, sang aber auch eigene Lieder, die er teilweise selbst geschrieben hatte. Im Laufe der 50er-Jahre entwickelte sich Tajoli so zu einem der erfolgreichsten und gefragtesten italienischen Sängern, neben vor allem Claudio Villa. Er unternahm lange Tourneen, erzielte hohe Plattenverkäufe und war auch im Ausland sehr beliebt.
Nachdem er es zunächst nicht schaffte, den Schritt vom Radio ins neu aufkommende Fernsehen zu machen, wurde er endlich beim Sanremo-Festival 1961 als Teilnehmer zugelassen. Dort interpretierte er (neben Betty Curtis) das Lied Al di là von Mogol und Carlo Donida, das das Festival überraschend gewann, ein großer Triumph für Tajoli. Curtis präsentierte das Lied später auch beim Eurovision Song Contest 1961. Neben Sanremo, wohin er noch dreimal zurückkehrte, nahm Tajoli an einer Vielzahl anderer Musikwettbewerbe teil, etwa dem Cantagiro. Seine Auslandstourneen führten ihn nach Australien, Südamerika und in den Fernen Osten. In New York trat er in der Ed Sullivan Show an der Seite von Perry Como auf.
Auch in späteren Jahren blieb Tajoli musikalisch aktiv, gab Konzerte und veröffentlichte Platten. Sein letztes Konzert gab er am 21. Juni 1996 in Merate, wo er noch im selben Jahr verstarb.

## Diskografie (Auswahl)

### Alben und EPs
- 1954 – Luciano Tajoli (Odeon, MODQ 6216)
- 1954 – Il re della canzone (Odeon, MODQ 6218)
- 1955 – Canzoni del passato (Odeon, MODQ 6228)
- 1958 – Io sono te / La canzone che piace a te / Nel blu dipinto di blu / Amare un’altra (Odeon DSEQ 560)
- 1958 – Terra straniera (Odeon, DSEQ 583)
- 1959 – Il valzer della strada / La mamma dei sogni / Credimi / Luce degli occhi miei (Odeon DSEQ 585)
- 1960 – Sagra della Canzone Nova – Assisi 1960 (Juke-Box, JLP 330003)
- 1960 – Luciano Tajoli (Juke-Box, JLP 330004)
- 1961 – Tutte le canzoni del festival di Sanremo 1961 (Juke-Box, JLP 330005; mit Jenny Luna)
- 1962 – Luciano Tajoli (Juke-Box, JLP 330010)
- 1963 – When We Were in Italy (Juke-Box JLP 330013)
- 1965 – Nozze d’argento con la canzone (Juke-Box, JLP 330020)
- 1970 – Luciano Tajoli 4 (Telerecord, TLC LP8888)
- 1972 – Un saluto da Napoli… (Cipiti Record, LP OK 2)
- 1975 – 35 anni dopo (Alpharecord, AR 3015)
- 1975 – Ieri e oggi (Alpharecord, AR 3016)
- 1976 – A Napoli con affetto (Alpharecord, AR 3021)
- 1976 – Dedicato alla mamma (Alpharecord, AR 3022)
- 1977 – Disco d’oro (Alpharecord, AR 3025)
- 1977 – Tajoli… alpini… un cuore solo (Alpharecord, AR 3031)
- 1978 – Balocchi e profumi (Alpharecord, AR 3035)
- 1979 – Oggi… domani… sempre (Alpharecord, AR 3040)
- 1979 – Bussoladomani (13 settembre 1978) dal vivo (Alpharecord, AR 3043/3044)
- 1980 – Io… cantautore (Alpharecord, AR 3039)
- 1980 – Una vita cantando (Alpharecord, AR 3047)
- 1980 – 1940-1980 “Un mito” 40 anni dedicati alla canzone italiana (Alpharecord, AR 3049/3056)
- 1984 – 45 anni con voi amici miei (NAR, PDLP 00784)
- 1988 – Nozze d’Oro con la Canzone Italiana – 50° – Luciano Tajoli nel mondo (1941-1957) (Alpharecord, AR 3129-3130-3131-3132)
- 1989 – Nozze d’Oro con la Canzone Italiana – 50° – Luciano Tajoli nel mondo vol. 2 (1940-1955) (Alpharecord, AR 3166-3167-3168)
- 1994 – Miniera (NAR)

### Singles
- 1939 – Madonna fiorentina / Fior di rose (Odeon, GO 19842)
- 1939 – Amami di più / Chi sarà (Odeon, GO 19844)
- 1943 – Buongiorno madonna primavera / Rosamorena (Odeon, TW. 3028)
- 1943 – Signorina della 1.B / Accanto al fuoco (Odeon, TW. 3029)
- 1945 – Niente… / Lontananza (Odeon, H 18115)
- 1946 – Buonanotte angelo mio / Il valzer della borse nera (Odeon, T.W. 3297)
- 1946 – Il primo amore / Signorinella (Odeon, H 18123)
- 1946 – Mai e poi mai / Dov’è… (Odeon, H 18136)
- 1947 – Canta, se la vuoi cantar (I parte) / Canta, se la vuoi cantar (II parte) (Odeon, H 18144)
- 1947 – Valzer delle candele / Buon giorno amore mio (Odeon, H 18148)
- 1947 – Stornello del marinaio / E vanno (Odeon, H 18169)
- 1948 – Torna ideal / Madonnina delle rose (Odeon, H 18178)
- 1948 – Trieste mia / Qui sotto il cielo di Capri (Odeon, H 18212)
- 1948 – Sei stata tu / Lei e lui sposi (Odeon, H 18229)
- 1948 – Campane di Montenevoso / Me so ’mbriacato ’e sole (Odeon, H 18231)
- 1951 – Grazie dei fior / La luna si veste d’argento (Odeon, H 18252)
- 1951 – Arrotino / Tre lune (Odeon, H 18256)
- 1951 – Anema e Core / Vierno (Odeon, H 18258)
- 1951 – Malafemmena / Nu quarto ’e luna (Odeon, H 18279)
- 1952 – Vola colomba / Madonna delle rose (Odeon, H 18305)
- 1953 – Vecchio scarpone / Tamburino del reggimento (Odeon, H 18345)
- 1958 – Giuro d’amarti così / Fragole e cappellini (Odeon, MSOQ 83)
- 1958 – Piccolissima serenata / Io vendo baci (Odeon, MSOQ 93)
- 1958 – Spazzacamino / Madonna degli angeli (Odeon, MSOQ 138)
- 1958 – Venezia, la luna e tu / Serenata sincera (Odeon, MSOQ 165)
- 1958 – Lontananza / Poter tornar bambini (Odeon, MSOQ 167)
- 1958 – Mai e poi mai / E vanno (Odeon, MSOQ 168)
- 1959 – Quattro gondole / Il valzer della strada (Odeon, MSOQ 185)
- 1959 – Firenze sogna / Samba alla Fiorentina (Odeon, MSOQ 186)
- 1959 – Tutte le mamme / Mamma buonanotte (Odeon, MSOQ 187)
- 1960 – Miniera / Torna al paesello (Odeon, MSOQ 5247)
- 1960 – Tango di Marilù / Pour toi je prie (Odeon, MSOQ 5265)
- 1960 – Marina / Un giorno (Juke-Box, JN 1885)
- 1960 – Serenata a Margellina / Serenatella c’ ’o sì e c’ ’o no (Juke-Box JN 1945)
- 1960 – Uè uè che femmena / Sti ’mmane (Juke-Box, JN 1947)
- 1960 – Balocchi e profumi / Scrivimi (Juke-Box, JN 1961)
- 1960 – Cantastorie / Ti voglio amar… (Juke-Box, JN 1963)
- 1960 – Lasciala correre / Ruberò (il respiro dei fiori) (Juke-Box, JN 1965)
- 1961 – Cara piccina / Come una sigaretta (Odeon, MSOQ 5289)
- 1961 – Signorinella / Core ’ngrato (Odeon, MSOQ 5290)
- 1961 – Al di là / Notturno senza luna (Juke-Box, JN 2019)
- 1961 – Al di là / Come sinfonia (Juke-Box, JN 2035)
- 1961 – Perdonami / Romagna mia (Juke-Box, JN 2073)
- 1961 – Cielo / Te staie scurdanno ’e me (Juke-Box, JN 2079)
- 1961 – Plegaria / Dolce mammina (Juke-Box, JN 2097)
- 1962 – Perdonami / Javapache (Odeon, MSOQ 5305)
- 1961 – Perdonami / Romagna mia (Juke-box JN 2073)
- 1962 – Tango italiano / L’anellino (Juke-box JN 2125)
- 1962 – Spazzacamino / Arrotino (Juke-Box, JN 2181)
- 1962 – Serenata delle serenate / Serenata celeste (Juke-Box, JN 2187)
- 1962 – Lo studente passa / Credimi (Juke-Box, JN 2189)
- 1962 – ’O destino / ’Nterr’arena (Juke-Box, JN 2213)
- 1962 – Quando calienta el sol / Stornello del marinaio (Juke-Box, JN 2215)
- 1962 – Bentornata mademoiselle / Stornello del marinaio (Juke-Box, JN 2217)
- 1962 – Perdonami / Cantastorie (Juke-Box, JN 2219)
- 1963 – Ricorda / Grazie San Remo (Juke-Box, JN 2225)
- 1963 – Le voci / Avventura a Casablanca (Juke-Box, JN 2227)
- 1963 – La strada nel bosco / Nannì (Juke-Box, JN 2253)
- 1963 – Cara piccina / Come una sigaretta (Odeon, MSOQ 5289)
- 1963 – Emigrante / Terra straniera (Odeon, MSOQ 5338)
- 1964 – Inferno / O paesanella (Odeon, MSOQ 5358)
- 1964 – Campane di Monte Nevoso / Canto dell’emigrante (Juke-Box, JN 2351)
- 1964 – Miniera / Violino tzigano (Juke-Box, JN 2353)
- 1965 – Non a caso il destino (ci ha fatto incontrare) / Stornello del marinaio (Juke-Box, JN 2363)
- 1965 – Luna marinara / Maria Luna (Juke-Box, JN 2389)
- 1967 – Addio felicità / Torna a cantare (CAR Juke-Box, CRJ NP 1017)
- 1968 – Il vento mio / Non guardatela (CAR Juke-Box, CRJ NP 1031)
- 1970 – Sole, pioggia e vento / Stasera (Telerecord, TLC NP 515)
- 1970 – Reginella campagnola / Piccola vagabonda (Telerecord, TLC NP 517)
- 1970 – Balocchi e profumi / Scrivimi (Telerecord, JN 010)
- 1970 – Al di là / Notturno senza luna (Telerecord, JN 011)
- 1970 – Perdonami / Romagna mia (Telerecord, JN 012)
- 1970 – Spazzacamino / Arrotino (Telerecord, JN 013)
- 1970 – Mai e poi mai / Terra straniera (Telerecord, JN 014)
- 1970 – Lo studente passa / Credimi (Telerecord, JN 015)
- 1970 – La strada nel bosco / Nannì (Gita alli castelli) (Telerecord, JN 016)
- 1970 – Basta che tu sia qui / Mamma (Telerecord, JN 017)
- 1970 – La mamma / Ti vodglio baciar (Telerecord, JN 018)
- 1970 – Campane di Monte Nevoso / Canto dell’emigrante (Telerecord, JN 019)
- 1970 – Miniera / Violino tzigano (Telerecord, JN 020)
- 1971 – ’O surdato ’nnammurato / Anema e core (Junior, JN 035)
- 1971 – Scalinatella / Tic-tì tic-tà (Junior, JN 036)
- 1971 – Chiove / ’Nu quarto ’e luna (Junior, JN 037)
- 1971 – Maria, Marì (oj Marì) / ’O ciucciariello' (Junior, JN 038)
- 1971 – Vierno / Aggio perduto ’o suonno (Junior, JN 039)
- 1971 – Malafemmena / Me so’ mbriacato ’e sole (Junior, JN 040)
- 1971 – Sciummo / Funiculì funiculà (Junior, JN 041)
- 1971 – Serenata a Margellina / Addio felicità (Junior, JN 042)
- 1971 – Te staie scurdanno ’e me / ’Nterra ’arena (Junior, JN 043)
- 1971 – ’Sti ’mmane / ’O destino (Junior, JN 044)
- 1971 – Ue’ ue’ che femmena / Serenatella c’o “si” e c’o “no” (Junior, JN 045)
- 1972 – Un sorriso ed un fiore / Incontro (Cipiti, CPT 1003)
- 1975 – Tango dell’emigrante / Il valzer della strada (Alpharecord, 8015)

## Filmografie
- 1942: La bisbetica domata – Regie: Ferdinando Maria Poggioli
- 1943: Il diavolo va in collegio – Regie: Jean Boyer
- 1947: Che tempi! – Regie: Giorgio Bianchi
- 1950: Canzoni per le strade – Regie: Mario Landi
- 1951: I due sergenti – Regie: Carlo Alberto Chiesa
- 1951: Trieste mia! – Regie: Mario Costa
- 1952: Solo per te Lucia – Regie: Franco Rossi
- 1952: Don Lorenzo – Regie: Carlo Ludovico Bragaglia
- 1952: Romanze meiner Sehnsucht (Il romanzo della mia vita) – Regie: Lionello De Felice
- 1953: La pattuglia dell'Amba Alagi – Regie: Flavio Calzavara
- 1954: Napoli piange e ride – Regie: Flavio Calzavara
- 1954: Il cantante misterioso – Regie: Marino Girolami
- 1954: La porta dei sogni – Regie: Angelo D’Alessandro
- 1956: La voce che uccide – Regie: Aldo Colombo
- 1956: Il canto dell’emigrante – Regie: Andrea Forzano
- 1956: Cantando sotto le stelle – Regie: Marino Girolami
- 1956: Occhi senza luce – Regie: Flavio Calzavara
- 1957: … und vergib mir meine Schuld (Ascoltami) – Regie: Carlo Campogalliani
- 1958: Meravigliosa – Regie: Carlos Arévalo, Siro Marcellini
- 1963: Urlo contro melodia nel Cantagiro 1963 – Regie: Arturo Gemmiti

## Belege
1. ↑  Guido Racca: M&D Borsa Album 1964-2019. Selbstverlag, 2019, ISBN 978-1-09-470500-2, S. 291.
2. ↑  Guido Racca: M&D Borsa Singoli 1960-2019. Selbstverlag, 2019, ISBN 978-1-09-326490-6, S. 407.

| Personendaten    | Personendaten                         |
| ---------------- | ------------------------------------- |
| NAME             | Tajoli, Luciano                       |
| ALTERNATIVNAMEN  | Taioli, Luciano                       |
| KURZBESCHREIBUNG | italienischer Sänger und Schauspieler |
| GEBURTSDATUM     | 17. April 1920                        |
| GEBURTSORT       | Mailand                               |
| STERBEDATUM      | 3. August 1996                        |
| STERBEORT        | Merate, Provinz Lecco                 |